# Labrinth
Timothy Lee McKenzie (sinh ngày 4/1/1989, nghệ danh: Labrinth) là nam ca sĩ, nhạc sĩ, rapper, nhà sản xuất nhạc người Anh Quốc. Anh là thành viên nhóm nhạc LSD, cùng với Sia và Diplo.

## Thời thơ ấu
McKenzie sinh ra và lớn lên tại Hackney, Luân Đôn, anh có gốc Jamaica và Canada.